# No Use for a Name
No Use for a Name (abreujat NUFAN o No Use) va ser un grup de punk rock estatunidenc originari de San José, format el 1987 per Tony Sly, Steve Papoutsis i Rory Koff. El grup és considerat un referent del hardcore melòdic i l'skate punk tot i que al llarg de la seva carrera,el seu so va evolucionar i es va tornar més suau i melòdic. En el seu últim disc, la banda va tornar a l'estil amb el qual es va donar a conèixer.
Després de la mort de Tony Sly el 31 de juliol de 2012, els membres restants van decidir dissoldre el grup per respecte cap a ell.

## Discografia
- Incognito (1990)
- Don't Miss the Train (1992)
- The Daily Grind (1993)
- Leche Con Carne (1995)[4]
- Making Friends (1997)
- More Betterness! (1999)[5]
- NRA Years (2000)
- Live in a Dive: No Use for a Name (2001)
- Hard Rock Bottom (2002)
- Keep Them Confused (2005)[6]
- All the Best Songs (2007)[7]
- The Feel Good Record of the Year (2008)